# Uruguayische Frauen-Handballnationalmannschaft
Die uruguayische Frauen-Handballnationalmannschaft vertritt Uruguay bei Länderspielen und internationalen Turnieren im Frauenhandball.
Uruguay nahm an der ersten Panamerikameisterschaft 1986 teil. Außer 1989 spielte Uruguay bei allen Panamerikameisterschaften. Die beste Platzierung war bisher ein zweiter Platz im Jahr 2000. Zur Weltmeisterschaft qualifizierte sich die Frauen-Nationalmannschaft erstmals 1997 in Deutschland und konnte an fünf Weltmeisterschaften teilnehmen (beste Platzierung 20. in 2011).

## Teilnahme an internationalen Turnieren

### Weltmeisterschaft
- Weltmeisterschaft 1997: 24. Platz
- Weltmeisterschaft 2001: 23. Platz
- Weltmeisterschaft 2003: 24. Platz
- Weltmeisterschaft 2005: 23. Platz
- Weltmeisterschaft 2011: 20. Platz
- Weltmeisterschaft 2025: qualifiziert

### Panamerikameisterschaft
- Panamerikameisterschaft 1986: 6. Platz
- Panamerikameisterschaft 1991: 6. Platz
- Panamerikameisterschaft 1997: 3. Platz
- Panamerikameisterschaft 1999: 4. Platz
- Panamerikameisterschaft 2000: 2. Platz
- Panamerikameisterschaft 2003: 3. Platz
- Panamerikameisterschaft 2005: 3. Platz
- Panamerikameisterschaft 2007: 5. Platz
- Panamerikameisterschaft 2009: 6. Platz
- Panamerikameisterschaft 2011: 4. Platz
- Panamerikameisterschaft 2013: 5. Platz
- Panamerikameisterschaft 2015: 5. Platz
- Panamerikameisterschaft 2017: 4. Platz

### Süd- und mittelamerikanische Meisterschaft
- Süd- und zentralamerikanische Meisterschaft 2018: 3. Platz
- Süd- und zentralamerikanische Meisterschaft 2021: 4. Platz
- Süd- und zentralamerikanische Meisterschaft 2022: 4. Platz
- Süd- und zentralamerikanische Meisterschaft 2024: 3. Platz (qualifiziert für die Weltmeisterschaft 2025)

### Südamerikaspiele
- 2002: 3. Platz
- 2006: 4. Platz
- 2010: 3. Platz
- 2014: 4. Platz
- 2018: 4. Platz